# 香港二人麻雀
二人麻將 ( 英語：two player mahjong) 是一種二人的麻將遊戲玩法 ，麻將牌只使用萬子和字牌。二人麻將是由四人玩法的十三張麻將簡化而來，通過減少對局玩家以及牌數使遊戲更激烈刺激，發牌後，輪流抓牌、棄牌、吃、碰、槓，最先和牌的為勝利者。

## 玩法說明
1. 麻將牌只使用萬子和字牌[註 2]。
2. 經典玩法：只有一萬至九萬、東、南、西、北、中、發、白，每張牌各4張牌，共64張牌。
3. 無雙玩法：只有一萬至九萬、東、南、西、北、中、發、白，每張牌各8張牌，共128張牌。
4. 不留尾八墩，拿完手牌後剩37張牌（無雙玩法剩101張牌）。
5. 上家打出的牌可以吃碰槓 之后 還可以槓，可直接吃碰槓[註 3]。
6. 無雙玩法中最高可槓8張牌，但僅可以是自己摸到的牌才可以補槓。

## 玩法流程
1. 擲兩顆骰子，選一位玩家當莊家，由莊家開始輪流取牌，共取13張手牌，最後再由莊家補門牌（第14張）。
2. 雙方輪流摸牌、棄牌，先將牌型湊成胡牌條件即勝利。